# Spilosoma xanthogaster
Spilosoma xanthogaster är en fjärilsart som beskrevs av Rothschild 1914. Spilosoma xanthogaster ingår i släktet Spilosoma och familjen björnspinnare. Inga underarter finns listade i Catalogue of Life.